# Montjay (Saona i Loira)
Montjay és un municipi francès, situat al departament de Saona i Loira i a la regió de Borgonya - Franc Comtat. L'any 2017 tenia 202 habitants.
Habitants censats

## Poblacions més properes
El següent diagrama mostra les poblacions més properes.